# Andrea Lalli
Pour les articles homonymes, voir Lalli.
Andrea Lalli (né le 20 mai 1987 à Florence) est un athlète italien, spécialiste des courses de fond et de cross. Il mesure 1,69 m pour 56 kg,

## Biographie
Originaire de Campochiaro, Andrea Lalli fait partie du groupe sportif des Fiamme Gialle depuis 2008.
Il remporte la médaille d'or lors des Championnats d'Europe de cross espoirs à Bruxelles ainsi qu'aux Championnats d'Europe de cross en tant que junior. Il est finaliste du 10 000 m. aux Championnats d'Europe à Barcelone en 2010.
En décembre 2012, Andrea Lalli devient champion d'Europe de cross-country à Szentendre, en 30 min 01 s, devant le Français Hassan Chahdi et l'autre Italien Daniele Meucci.

### Palmarès
| Date | Compétition                    | Lieu      | Place | Épreuve    |
| ---- | ------------------------------ | --------- | ----- | ---------- |
| 2009 | Championnats d'Europe espoirs  | Kaunas    | 2e    | 10 000 m   |
| 2010 | Championnats d'Europe          | Barcelone | 7e    | 10 000 m   |
| 2010 | Championnats d'Europe de cross | Albufeira | 6e    | Individuel |
| 2012 | Championnats d'Europe de cross | Budapest  | 1er   | Individuel |

### Records
| Épreuve  | Performance    | Lieu   | Date          |
| -------- | -------------- | ------ | ------------- |
| 5 000 m  | 13 min 45 s 61 | Lugano | 12 juin 2009  |
| 10 000 m | 28 min 17 s 64 | Rieti  | 25 avril 2010 |